# Lindholmen, Hallstahammars kommun
Lindholmen är ett naturreservat i Hallstahammars kommun i Västmanlands län.
Området är naturskyddat sedan 1962 och är 20 hektar stort. Reservatet ligger vid en nordlig vik av Mälaren och består av   gamla lövträd .